# Johannes Jacobus Smith
Johannes Jacobus Smith (Amberes, 29 de julio de 1867 - Oegstgeest, 14 de enero de 1947) fue un jardinero y botánico neerlandés.

## Biografía
Fue un botánico neerlandés que entre 1905 y 1928 recorrió las islas de Indonesia y, sobre todo, Java, (entonces territorio neerlandés), recolectando especímenes de plantas, describiendo y catalogando la flora.
Durante su estancia en Indonesia coincidió en el tiempo con otro gran botánico, el alemán Rudolf Schlechter, que estuvo por estas islas entre 1911 y 1925.

## Especies, y géneros por el descritos
J.J.Smith estudió y describió varias especies de orquídeas que llevan su abreviatura en el nombre específico entre ellas :
Especies
- Dimorphanthera alpina
- Aerides reversum J.J.Sm. 1912
- Bulbophyllum borneense (Schltr.) J.J.Sm. 1912
- Bulbophyllum brunendijkii J.J.Sm. 1906
- Bulbophyllum echinolabium J.J.Sm. 1934
- Calanthe veratrifolia var. dupliciloba J.J.Sm. 1922
- Calanthe veratrifolia var. lancipetala J.J.Sm. 1930
- Cirrhopetalum biflorum (Teijsm. & Binn.) J.J.Sm. 1903
- Coelogyne salmonicolor var. virescentibus J.J.Sm. ex Dakkus 1935
- Dendrobium acaciifolium J.J.Sm. 1917
- Dendrobium acanthophippiiflorum J.J.Sm. 1915
- Dendrobium agathodaemonis J.J.Sm. 1910
- Dendrobium asperifolium J.J.Sm. 1911
- Dendrobium atromarginatum J.J.Sm. 1929
- Dendrobium capitellatum J.J.Sm. 1906
- Dendrobium carstensziense J.J.Sm. 1929
- Dendrobium confusum J.J.Sm. 1911
- Dendrobium ephemerum J.J.Sm. 1917
- Dendrobium halmaheirense J.J.Sm.
- Dendrobium lichenicola J.J.Sm. 1929
- Dendrobium papilioniferum J.J.Sm. (1905)
- Dendrobium papilioniferum var. ephemerum J.J.Sm. 1905
- Dendrobium quadrialatum J.J.Sm. 1922
- Paphiopedilum glaucophyllum J.J.Sm. 1905
- Phalaenopsis amboinensis J.J.Sm. 1911
- Phalaenopsis denevei J.J.Sm. 1925
- Phalaenopsis fimbriata J.J.Sm. 1921
- Phalaenopsis fimbriata var. sumatrana J.J.Sm. 1932
- Phalaenopsis pulcherrima J.J.Sm. 1933

- 67 especies del género Dendrochilum

También, descriptor de los géneros de orquídeas :
- Abdominea J.J. Sm. 1914
- Ascocentrum Schltr. ex J.J.Sm. 1914

## Algunas publicaciones
- Der botanische Garten ’s Lands plantentuin zu Buitenzorg auf Java. Leipzig 1893.
- 1894-1914 "Additamenta ad cognitionem Florae javanicae" colaboración de Sijfert Hendrik Kooders, Theodoric Valeton & Johannes Jacobus Smith, 13 v. Batavia. 1894-1914

En donde J.J.Smith es el autor del v. 12 íntegro y del 13 en colaboración con Theodoric Valeton.
- 1905. ‘Orchidaceae van Ambon (Batavia)
- 1908-1911. Vorläufige Beschreibungen neuer papuanischer Orchideen. I, II Buitenzorg.
- 1912 con Sijfert Hendrik Koorders. 1863-1919. Ericacea - Gentianaceae - Corsiaceae - Polugalaceae. Leyde. 14 p. 46 litogr. pl.
- 1917 con diversos colaboradores: Lands Plantentuin Buitenzorg. Gedenkschrift ter gelegenheid van het honderdjarig bestaan op 18 mei 1917. Eerste gedeelte. (Buitenzorg)
- 1917. Orchidaceae novae Malayenses, v. VIII. Buitenzorg.
- 1920. Aanteekeningen over orchideeën - [S.l.] - 5 dl.
- 1925. Geïllustreerde gids voor 's Lands Plantentuin. Buitenzorg p. 60 pb (Buitenzorg)
- 1926. The Orchidaceae of Dr. W. Kaudern's expedition to Selebes. - [S.l.]
- 1933. Enumeration of the Orchidaceae of Sumatra and neighbouring islands. - Dahlem près de Berlin
- Beiträge zur Kenntnis der Saprophyten Javas. XII-XIV: Burmannia tuberosa Becc. Leiden. 102-138 p. 16 litogr. pl.
- 1934. Neue Orchideen Papuasiens. In: Engler's Botanische Jahrbücher. Nachdruck: Australian Orchid Foundation, Essendon 1984

## Reconocimientos
Rudolf Schlechter le dedicó la orquídea Cypripedium smithii